# گروه حمله

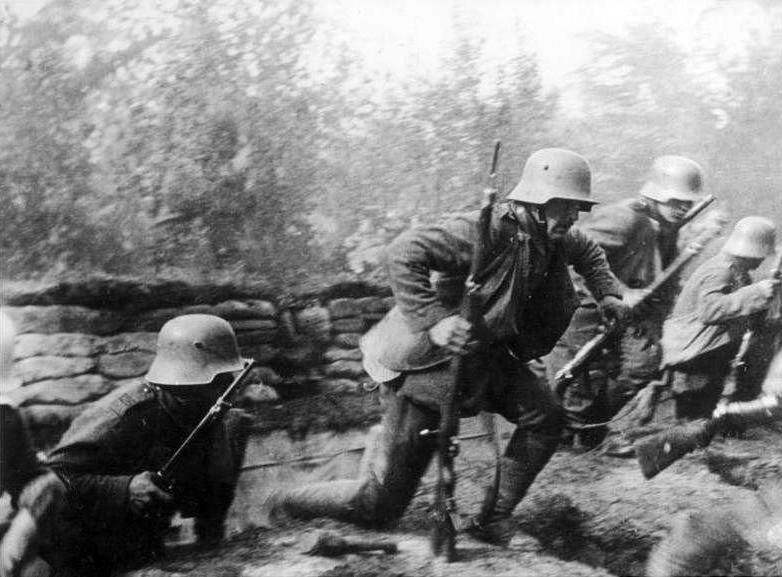
Stoßtruppen آلمان (سربازان گروه حمله) که از سنگرها برای حمله برمی‌خیزند، جنگ جهانی اول

گروه حمله (انگلیسی: Shock troops) سربازان شوک، تشکل‌هایی هستند که برای هدایت یک حمله (افند) ایجاد می‌شوند. آنها اغلب آموزش دیده و مجهزتر از سایر پیاده‌نظام هستند و انتظار می‌رود که تلفات سنگینی را حتی در عملیات‌های موفقیت‌آمیز متحمل شوند.
"Shock troop" یک گرته‌برداری است، یک ترجمه آزاد از کلمه زبان آلمانی، Stoßtrupp.